# Grozdana Olujić
Grozdana Olujić (cyr. Гроздана Олујић; ur. 30 sierpnia 1934 w Erdeviku, zm. 16 marca 2019 w Belgradzie) – serbska pisarka i tłumaczka. Jej powieści i bajki zostały przetłumaczone na dwadzieścia osiem języków. Jest laureatką nagrody NIN 2009 za powieść „Głosujący w szkle”.

## Życiorys
Ukończyła gimnazjum w Becej i studia na Wydziale Filozofii Uniwersytetu w Belgradzie. Jej powieści i bajki zostały przetłumaczone na dwadzieścia osiem języków i opublikowane m.in. w Rosji, Ukrainie, Chinach, Litwie, Anglii, Francji, Hiszpanii, na Węgrzech, w Finlandii, Indiach, Danii, Holandii, Norwegii, Polsce, Czechach, Rumunii, Niemczech, Stanach Zjednoczonych.

## Nagrody
- nagrodę NIN za najlepszą książkę roku 2009
- 2018 – nagroda Borisava Stanković’a za powieść Preživeti do sutra (Przetrwać jutro)[4]

## Wybrane utwory
wydane w j. polskim
- Bajki wiatru południowego KAW 1990 tł. Danuta Cirlić-Straszyńska[5]
- Nie budź śpiących psów PIW 1968 tł. Maria Krukowska[6]